# Steve Henson
Steven Michael "Steve" Henson (Junction City, Kansas, 2 de febrero de 1968) es un exjugador y entrenador de baloncesto estadounidense que disputó siete temporadas en la NBA, además de jugar en la liga italiana, la liga griega y la CBA. Con 1,80 metros de estatura, jugaba en la posición de base. Desde 2024 es el entrenador asistente de la Universidad Baylor.

## Trayectoria deportiva

### Universidad
Jugó cuatro temporadas con los Wildcats de la Universidad Estatal de Kansas, en las que promedió 12,6 puntos, 4,4 asistencias y 2,4 rebotes por partido. En 1989 fue incluido en el mejor quinteto de la Big Eight Conference, además de liderar la conferencia en tiros libres las tres últimas temporadas. Conserva hoy en día varios récords de su universidad, entre ellos el de asistencias, partidos jugados, partidos como titular y minutos jugados.

### Profesional
Fue elegido en la cuadragésimo cuarta posición del Draft de la NBA de 1990 por Milwaukee Bucks, donde jugó dos temporadas como tercer base, siendo la más destacada la primera, en la que promedió 3,1 puntos y 1,9 asistencias por partido.
En las tres temporadas siguientes alternó pequeños contratos en la NBA con su participación en diferentes equipos de la CBA. En 1995 se marchó a jugar a la Pallacanestro Virtus Roma de la liga italiana, donde disputó dos temporadas, en las que promedió 17,4 puntos y 2,3 asistencias por partido.
Regresó a su país en 1997, firmando con los Detroit Pistons hasta el final de la temporada, para regresar después a Europa, en esta ocasión al Panionios de la liga griega, donde sustituyó a Amal McCaskill. Tras pasar de nuevo por los Pistons, acabó su carrera jugando 5 partidos en el Scavolini Pesaro italiano.

### Entrenador
Tras dejar el baloncesto en activo, ejerció como entrenador asistente en la Universidad de Illinois, y posteriormente en los Atlanta Hawks. En 2003 regresó a la NCAA para ser asistente de la Universidad del Sur de Florida y posteriormente de la Universidad de Nevada-Las Vegas, siendo desde 2011 asistente en la Universidad de Oklahoma.

## Estadísticas de su carrera en la NBA

### Temporada regular
| Temporada | Edad | Equipo                 | Liga | P   | TIT | MIN  | TC  | TCA | %TC  | 3P  | 3PA | %3P   | TL  | TLA | %TL   | R.OF. | R.DEF. | REB | ASIS | ROB | TAP | PER | FP  | PTS |
| 1990-91   | 22   | Milwaukee Bucks        | NBA  | 68  | 0   | 10.1 | 1.2 | 2.8 | .418 | 0.3 | 0.8 | .333  | 0.6 | 0.6 | .905  | 0.2   | 0.5    | 0.8 | 1.9  | 0.5 | 0.0 | 0.6 | 1.2 | 3.1 |
| 1991-92   | 23   | Milwaukee Bucks        | NBA  | 50  | 1   | 7.7  | 1.0 | 2.9 | .361 | 0.5 | 1.0 | .479  | 0.5 | 0.6 | .793  | 0.3   | 0.5    | 0.8 | 1.6  | 0.3 | 0.0 | 0.8 | 1.0 | 3.0 |
| 1992-93   | 24   | Atlanta Hawks          | NBA  | 53  | 2   | 13.6 | 1.3 | 3.4 | .390 | 0.7 | 1.5 | .463  | 0.6 | 0.8 | .850  | 0.2   | 0.8    | 1.0 | 2.9  | 0.6 | 0.0 | 1.0 | 1.6 | 4.0 |
| 1993-94   | 25   | Charlotte Hornets      | NBA  | 3   | 0   | 5.7  | 0.3 | 0.7 | .500 | 0.3 | 0.3 | 1.000 | 0.0 | 0.0 |       | 0.0   | 0.3    | 0.3 | 1.7  | 0.0 | 0.0 | 0.3 | 1.0 | 1.0 |
| 1994-95   | 26   | Portland Trail Blazers | NBA  | 37  | 0   | 10.3 | 1.0 | 2.3 | .430 | 0.6 | 1.4 | .442  | 0.6 | 0.7 | .880  | 0.1   | 0.6    | 0.7 | 2.3  | 0.2 | 0.0 | 0.8 | 1.4 | 3.2 |
| 1997-98   | 29   | Detroit Pistons        | NBA  | 23  | 0   | 2.8  | 0.6 | 1.1 | .500 | 0.1 | 0.3 | .375  | 0.3 | 0.3 | 1.000 | 0.0   | 0.1    | 0.1 | 0.2  | 0.0 | 0.0 | 0.3 | 0.4 | 1.6 |
| 1998-99   | 30   | Detroit Pistons        | NBA  | 4   | 0   | 6.3  | 0.3 | 0.5 | .500 | 0.0 | 0.0 |       | 0.5 | 0.5 | 1.000 | 0.0   | 0.0    | 0.0 | 0.8  | 0.3 | 0.0 | 0.8 | 0.3 | 1.0 |
| Total     |      |                        | NBA  | 238 | 3   | 9.6  | 1.1 | 2.7 | .403 | 0.4 | 1.0 | .432  | 0.5 | 0.6 | .869  | 0.2   | 0.5    | 0.7 | 2.0  | 0.4 | 0.0 | 0.7 | 1.2 | 3.1 |

### Playoffs
| Temporada | Edad | Equipo          | Liga | P | TIT | MIN  | TC  | TCA | %TC  | 3P  | 3PA | %3P  | TL  | TLA | %TL  | R.OF. | R.DEF. | REB | ASIS | ROB | TAP | PER | FP  | PTS |
| 1990-91   | 22   | Milwaukee Bucks | NBA  | 3 |     | 13.3 | 2.0 | 4.0 | .500 | 0.7 | 1.0 | .667 | 1.0 | 1.3 | .750 | 0.0   | 1.0    | 1.0 | 1.0  | 0.3 | 0.0 | 2.0 | 1.0 | 5.7 |
| 1992-93   | 24   | Atlanta Hawks   | NBA  | 3 |     | 15.7 | 1.0 | 3.0 | .333 | 0.7 | 1.7 | .400 | 0.0 | 0.0 |      | 0.3   | 1.0    | 1.3 | 1.7  | 1.3 | 0.0 | 0.7 | 1.3 | 2.7 |
| Total     |      |                 | NBA  | 6 |     | 14.5 | 1.5 | 3.5 | .429 | 0.7 | 1.3 | .500 | 0.5 | 0.7 | .750 | 0.2   | 1.0    | 1.2 | 1.3  | 0.8 | 0.0 | 1.3 | 1.2 | 4.2 |